# Paul Witt (Verwaltungswissenschaftler)
Paul Witt (* 26. März 1955 in Kenzingen) ist ein deutscher Verwaltungswissenschaftler und Professor für Kommunales Wirtschaftsrecht. Bis Juli 2019 war er Rektor der Hochschule Kehl. 

## Leben
Nach der Hochschulreife 1974 und Wehrdienst studierte Witt an der Fachhochschule Kehl und erlangte 1980 einen Abschluss als Diplom-Verwaltungswirt (FH). 
Nach Tätigkeiten im Regierungspräsidium Freiburg sowie im Landratsamt Emmendingen wurde Witt 1992 zum Professor für Gemeindewirtschaftsrecht und Abgabenrecht an der Fachhochschule Kehl berufen, wo er bereits seit 1985 Lehrbeauftragter war. 1999 bis 2007 war Witt Prorektor an der Fachhochschule Kehl; seit 2007 ist er dortiger Rektor. Seit Oktober 2013 ist Witt Präsidiumsmitglied der Rektorenkonferenz der Fachhochschulen für den öffentlichen Dienst, seit Januar 2014 deren Präsident.

## Wirkung
Während Witts Amtszeit wurden an der Hochschule Kehl die beiden Masterstudiengänge Public Management und Management von Clustern und regionalen Netzwerken etabliert. Der „Bürgermeistermacher“ veranstaltet ferner „bundesweit beachtete“ Seminare und öffentliche Workshops zum Themenfeld „Wie werde oder bleibe ich Bürgermeister?“.

## Schriften (Auswahl)
- als Herausgeber: Karrierechance Bürgermeister: Leitfaden für die erfolgreiche Kandidatur und Amtsführung. 2., neu bearbeitete Auflage. Richard Boorberg, Stuttgart u. a. 2016, ISBN 978-3-415-05415-8 (Leseprobe in der Google-Buchsuche).
  - Kapitel: Wohin entwickelt sich der Beruf der Bürgermeisterin/des Bürgermeisters in der Zukunft. S. 207–221.
- Zwei Dörfer – eine Gemeinde: Oberhausen und Niederhausen seit der Gemeindereform. In: Rheinhausen – Beiträge zur Geschichte von Ober- und Niederhausen. Herausgegeben von Anton Wild im Auftrag der Gemeinde Rheinhausen. Regionalkultur, Ubstadt-Weiher 2016.
- Die Verwaltungsreform des Landes Baden-Württemberg und Reformen auf kommunaler Ebene. In: Siegfried Frech, Reinhold Weber, Hans-Georg Wehling, Paul Witt (Hrsg.): Handbuch Kommunalpolitik. Kohlhammer, Stuttgart 2014.
- Erfolgs- und Misserfolgskriterien bei Bürgermeister- und Oberbürgermeisterwahlen in Baden-Württemberg. In: Jürgen Kegelmann, Kay-Uwe Martens (Hrsg.): Kommunale Nachhaltigkeit. Jubiläumsband zum 40-jährigen Bestehen der Hochschule Kehl und des Ortenaukreises. Nomos, Baden-Baden 2013, ISBN 978-3-8487-0176-6, S. 343–355.
- Position und Situation der Gemeinderäte in Baden-Württemberg: Wer gewählt wird. In: Barbara Remmert (Hrsg.): Die Zukunft der kommunalen Selbstverwaltung. Kohlhammer, Stuttgart 2012, ISBN 978-3-17-022012-6, S. 90–116.
- als Herausgeber: Karrierechance Bürgermeister: Leitfaden für die erfolgreiche Kandidatur. Boorberg, Stuttgart 2010, ISBN 978-3-415-04561-3.
- Unterschiedliche Kommunalverfassungen bringen unterschiedliche „Bürgermeister-Typen“ zustande. In: Thomas Bönders (Hrsg.): Kompetenz und Verantwortung in der Bundesverwaltung: 30 Jahre Fachhochschule des Bundes für öffentliche Verwaltung.  Beck, München 2009, ISBN 978-3-406-59483-0, S. 345–356.
- Verwaltungsreform des Landes Baden-Württemberg und Reformen auf kommunaler Ebene. In: Siegfried Frech (Hrsg.): Handbuch Kommunalpolitik. Kohlhammer, Stuttgart 2009, ISBN 978-3-17-020710-3, S. 105–131
- als Herausgeber: Wer sind die Gemeinderäte in Baden-Württemberg? Im Schatten der Politik – Studie zur Situation der Gemeinderäte in Baden-Württemberg; praxisorientiertes Projekt mit Studierenden des Wirtschaftszweiges der Hochschule für öffentliche Verwaltung Kehl. Hochschule Kehl, Kehl 2009.
- Der Beruf der Bürgermeisterin / des Bürgermeisters – eine Chance für Diplom-Verwaltungswirte (FH). In: Heinz-Joachim Peters (Hrsg.): Verwaltung und Politik: Festschrift für Hans-Jürgen Sperling. Boorberg, Stuttgart 2007, ISBN 978-3-415-03840-0, S. 48–63 (PDF: 195 kB auf verwaltungmodern.de).
- Gedanken zur Entwicklung des Bürgermeisterberufs in Baden-Württemberg. In: Die Gemeinde: BWGZ. Gemeindetag Baden-Württemberg, Stuttgart 2006, S. 759–764.
- Bürgermeister in Baden-Württemberg: eine Dokumentation über ein attraktives Berufsfeld. In: Fachhochschule Kehl, Hochschule für öffentliche Verwaltung (Hrsg.): Gegenwartsthemen in Verwaltungspraxis und Verwaltungswissenschaft. Nomos, Baden-Baden 2003, ISBN 3-8329-0196-5, S. 77–100.
- zusammen mit Christoph Dreher: Die Gemeindegebietsreform in Baden-Württemberg. In: Die Gemeinde: BWGZ. Gemeindetag Baden-Württemberg, Stuttgart 2003, S. 214–219.